# Cerapteryx manca
Cerapteryx manca là một loài bướm đêm trong họ Noctuidae.